# پزوی اروگوئه
پزوی اروگوئه (به انگلیسی: Uruguayan peso) (به زبان بومی: peso uruguayo) با کد ایزوی UYU، یکای پول رایج در کشور اروگوئه است. مسئولیت کنترل این یکای پول برعهدهٔ بانک مرکزی اروگوئه قرار دارد.